# Alain Ambrosino
Alain Ambrosino est un pilote  de rallye  et de rallye-raid français, possédant également la nationalité ivoirienne, né le 15 juin 1951 à Casablanca. 

## Biographie
Il fait ses débuts en compétition en 1969 sur Renault 8 Gordini, et participe au Championnat du monde des rallyes de 1974 (Press-on-Regardless Rally sur Alpine-Renault A110 1800 (PoR, USA)) à 1990 (Rallye du Bandama sur Nissan March Super Turbo), pour 18 courses au total.
De 1969 à 1999, il participe à 25 éditions du Rallye de Côte d'Ivoire, dont 22 consécutives de 1969 à 1990.
Il est élu Président de la FISA-CI (Fédération Ivoirienne de sport automobile) le 17 septembre 2011 et finit son mandat en 2024.

## Palmarès
- Champion d'Afrique des Rallyes à 3 reprises: 1983 (Peugeot 505 sti 2.2), 1986 (Nissan 240 RS), et 1987 (Nissan Silvia 200 SX);
- Champion de Côte d'Ivoire de rallye à 5 reprises: 1979 (Peugeot 504 coupé V6), 1982 (Peugeot 505 V6), 1984 (Opel Manta 400), 1985  (Nissan 240 RS), et 1998 (Peugeot 106 Gr.A), sous l'égide de la FISAM (Fédération Ivoirienne de Sport Automobile), remportant notamment les rallyes de la Mé (1984...), du Cacao (1986...), de Gagnoa, de Bouaké,..

### Rallyes
- 2019 Rallye Terre des Cardabelles (France) - Le Borgne Didier sur Skoda Fabia R5 #20

(rallye arrêré par l’organisation) 
- 2016 Rallye Terre des Cardabelles (France) - Le Borgne Didier sur Peugeot 207 S2000 #10 (36ème)

Rallye du N’Zi (Côte d’Ivoire) - Ferber Jean René sur Mitsubishi Lancer Evo7 #16 (2ème)
- 2015 Rallye de Pentecôte (Côte d’Ivoire) - Constant Didier sur Mitsubishi Lancer Evo9 #4 (abandon radiateur)
- 2014 Rallye Terre des Cardabelles (France) - Rousseau Jean Charles sur Mitsubishi Lancer Evo9 #31 (27ème)
- 2013 Rallye d’Assinie (Côte d’Ivoire) - Contant Didier sur Peugeot 207 RC R3T #10 (7ème)

Rallye de Pentecôte (Côte d’Ivoire) - Le Parlouer Nicolas sur Peugeot 207 RC R3T #9 (abandon accident)
- 2010 Bamboo Rallye (Cote d’Ivoire) - Constant Didier sur Mitsubishi Lancer Evo9 #3 (1er)

### WRC
- Vainqueur d'une épreuve du Championnat du monde des rallyes, lors du 20e Rallye Marlboro Côte d'Ivoire de 1988 (Nissan Silvia 200SX, copilote Daniel Le Saux);

Podiums:
- 3e du Rallye de Côte d'Ivoire: 1980 et 1985, 4e en 1984 et 1990, 5e en 1982 et 1983, 6e en 1979, 1981 et 1985.

(NB: également 6e du Safari Rally en 1985)

### Autres victoires
- Rallye Côte d'Ivoire Bandama: 1996 et 1997 (Mitsubishi Lancer Evo III) (2e en 1998 et 3e en 1999) (le tout en ARC);
- Rallye du Zaïre: 1980, 1981, 1982, 1983 (Peugeot 504 coupé V6 (2) puis Peugeot 505 V6, puis sti 2.2), 1986 (Nissan 240 RS), et 1987 (Nissan 240 RS);
- Rallye du Kenya: 1981 (Peugeot 504 coupé V6), 1985 (Nissan 240 RS), et 1988 (Nissan Silvia 200 SX);
- Rallye du Zimbabwe: 1983 (Peugeot 505);
- Rallye du Rwanda: 1983 (Renault Alpine);
- Rallye du Maroc: 1986 (Nissan 240 RS);
- Bamboo Rallye de Côte d'Ivoire: 2010 (Mitsubishi Lancer Evo 9) (FISAM);

### Courses de côte
- Pikes Peak: 1988 (Nissan Silvia 200 SX, dans sa catégorie);

### Rallyes Raid
- Rallye Raid Peugeot 205 T16: 1987, 1988 et 1990;
- Rallye Raid Citroën ZX: 1991, 1992, 1993 et 1994 (pour 6 victoires, dans 4 pays africains différents et 1 Paris-Moscou-Pékin);
- Paris-Dakar (6 participations; 2 scratches)

Résultats avec Alain Guéhennec:
- 6e sur Peugeot 205 T16, en 1988 (et vainqueurs de la dernière épreuve spéciale, la 20e, sur la plage de Dakar);
- 6e sur Citroën ZX, en 1991;
- 9e sur Citroën ZX, en 1992;
- 7e sur Citroën ZX, en 1993;

Résultat avec Michel Vantouroux:
- Abandon en 1989, sur Toyota;

Résultat avec Alain Baumgartner:
- 3e sur Peugeot 205 T16 en 1990 (et vainqueurs de le 8e étape Dirkou-N'Gourti);